# Fausto Vera
Fausto Vera (Hurlingham, provincia de Buenos Aires, 26 de marzo de 2000) es un futbolista argentino que se desempeña como mediocampista. Actualmente juega en el Atlético Mineiro, del Campeonato Brasileño de Serie A.
Fue internacional con la Sub-20 y Sub-23 de Argentina en los años 2019 y 2020.

## Carrera

### Inicios en Argentinos Jrs.
Comenzó su carrera en Argentinos Juniors. Fue promovido al primer equipo en 2018, y debutó en la Primera División de Argentina ante Tigre en noviembre de ese mismo año; ingresando desde el banco y reemplazando a Ignacio Méndez en la visita de su equipo al Estadio José Dellagiovanna.

### S.C. Corinthians
El 22 de julio de 2022, se confirmó su traspaso al club brasileño S.C. Corinthians por un monto cercano a 7 millones de dólares por el 70% de su pase.

## Selección nacional

### Divisiones juveniles
En 2017, Vera fue seleccionado por la selección nacional sub-17 para el Campeonato Sudamericano de Fútbol Sub-17 de 2017. Fueron eliminados en la primera fase de grupos, con Vera participando en partidos con Venezuela, Perú y Brasil. Vera ganó tres partidos con la Selección Argentina Sub-20 en el Torneo COTIF 2018. También participó en la Sub-19 y entrenó contra la selección absoluta en 2017. En diciembre de 2018, Vera fue seleccionado para el Campeonato Sudamericano Sub-20 de 2019. En mayo de 2019, Fernando Batista convocó a Vera para la Copa Mundial Sub-20 de la FIFA 2019. Marcó en la victoria por 5-2 de la primera jornada sobre Sudáfrica el 25 de mayo.
Vera también recibió una convocatoria para los Juegos Panamericanos de 2019 con la  Sub-23 en Perú. Disputó 5 partidos, incluida una en la final, en la que también anotó.

### Participaciones en Copas Del Mundo

#### Sub-20
| Torneo                   | Sede    | Resultado        | Partidos | Goles |
| ------------------------ | ------- | ---------------- | -------- | ----- |
| Copa Mundial Sub-20 2019 | Polonia | Octavos de final | 3        | 1     |

### Participaciones en Torneo Preolímpico Sudamericano

#### Sub-23
| Torneo                        | Sede     | Resultado | Partidos | Goles |
| ----------------------------- | -------- | --------- | -------- | ----- |
| Preolímpico Sudamericano 2020 | Colombia | Campeón   | 6        | 1     |

### Participaciones en Juegos Olímpicos
| Torneo                | Sede  | Resultado      | Partidos | Goles |
| --------------------- | ----- | -------------- | -------- | ----- |
| Juegos Olímpicos 2020 | Tokio | Fase de grupos | 3        | 0     |

## Estadísticas

### Clubes
Actualizado de acuerdo al último partido jugado el 21 de mayo de 2025.
| Club                         | Div.          | Temporada     | Liga  | Liga  | Liga   | Copas nacionales | Copas nacionales | Copas nacionales | Copas internacionales | Copas internacionales | Copas internacionales | Total | Total | Total  |
| Club                         | Div.          | Temporada     | Part. | Goles | Asist. | Part.            | Goles            | Asist.           | Part.                 | Goles                 | Asist.                | Part. | Goles | Asist. |
| ---------------------------- | ------------- | ------------- | ----- | ----- | ------ | ---------------- | ---------------- | ---------------- | --------------------- | --------------------- | --------------------- | ----- | ----- | ------ |
| Argentinos Juniors Argentina | 1.ª           | 2018-19       | 2     | 0     | 0      | 4                | 0                | 0                | —                     | —                     | —                     | 6     | 0     | 0      |
| Argentinos Juniors Argentina | 1.ª           | 2019-20       | 14    | 1     | 0      | 3                | 0                | 0                | 3                     | 0                     | 0                     | 20    | 1     | 0      |
| Argentinos Juniors Argentina | 1.ª           | 2020          | —     | —     | —      | 9                | 1                | 0                | —                     | —                     | —                     | 9     | 1     | 0      |
| Argentinos Juniors Argentina | 1.ª           | 2021          | 3     | 0     | 0      | 8                | 1                | 0                | 2                     | 0                     | 0                     | 13    | 1     | 0      |
| Argentinos Juniors Argentina | 1.ª           | 2022          | 9     | 3     | 1      | 18               | 3                | 3                | —                     | —                     | —                     | 27    | 6     | 4      |
| Argentinos Juniors Argentina | Total club    | Total club    | 28    | 4     | 1      | 42               | 5                | 3                | 5                     | 0                     | 0                     | 75    | 9     | 4      |
| S. C. Corinthians · Brasil   | 1.ª           | 2022          | 18    | 0     | 0      | 6                | 0                | 0                | 2                     | 0                     | 0                     | 26    | 0     | 0      |
| S. C. Corinthians · Brasil   | 1.ª           | 2023          | 21    | 1     | 2      | 17               | 0                | 1                | 9                     | 0                     | 0                     | 47    | 1     | 3      |
| S. C. Corinthians · Brasil   | 1.ª           | 2024          | 6     | 0     | 0      | 13               | 0                | 0                | 4                     | 1                     | 1                     | 23    | 1     | 1      |
| S. C. Corinthians · Brasil   | Total club    | Total club    | 45    | 1     | 2      | 36               | 0                | 1                | 15                    | 1                     | 1                     | 96    | 2     | 4      |
| Atlético Mineiro · Brasil    | 1.ª           | 2024          | 20    | 2     | 0      | —                | —                | —                | 7                     | 0                     | 1                     | 27    | 2     | 1      |
| Atlético Mineiro · Brasil    | 1.ª           | 2025          | 7     | 1     | 0      | 3                | 0                | 0                | 4                     | 0                     | 0                     | 14    | 1     | 0      |
| Atlético Mineiro · Brasil    | Total club    | Total club    | 27    | 3     | 0      | 3                | 0                | 0                | 11                    | 0                     | 1                     | 41    | 3     | 1      |
| Total carrera                | Total carrera | Total carrera | 100   | 8     | 3      | 81               | 5                | 4                | 31                    | 1                     | 2                     | 212   | 14    | 9      |
| 1. 2.                        |               |               |       |       |        |                  |                  |                  |                       |                       |                       |       |       |        |

### Selecciones nacionales
Actualizado de acuerdo al último partido jugado el 28 de julio de 2021.
| Selección         | Año               | Amistosos | Amistosos | Amistosos | Eliminatorias | Eliminatorias | Eliminatorias | Continental | Continental | Continental | Mundial | Mundial | Mundial | Total | Total | Total  |
| Selección         | Año               | Part.     | Goles     | Asist.    | Part.         | Goles         | Asist.        | Part.       | Goles       | Asist.      | Part.   | Goles   | Asist.  | Part. | Goles | Asist. |
| ----------------- | ----------------- | --------- | --------- | --------- | ------------- | ------------- | ------------- | ----------- | ----------- | ----------- | ------- | ------- | ------- | ----- | ----- | ------ |
| Sub-17 Argentina  | 2017              | —         | —         | —         | —             | —             | —             | 3           | 0           | 0           | —       | —       | —       | 3     | 0     | 0      |
| Sub-17 Argentina  | Total             | 0         | 0         | 0         | 0             | 0             | 0             | 3           | 0           | 0           | 0       | 0       | 0       | 3     | 0     | 0      |
| Sub-20 Argentina  | 2018              | 2         | 0         | 0         | —             | —             | —             | —           | —           | —           | —       | —       | —       | 2     | 0     | 0      |
| Sub-20 Argentina  | 2019              | 3         | 0         | 0         | —             | —             | —             | 6           | 0           | 0           | 3       | 1       | 0       | 12    | 1     | 0      |
| Sub-20 Argentina  | Total             | 5         | 0         | 0         | 0             | 0             | 0             | 6           | 0           | 0           | 3       | 1       | 0       | 14    | 1     | 0      |
| Sub-23 Argentina  | 2019              | 2         | 0         | 0         | —             | —             | —             | —           | —           | —           | —       | —       | —       | 2     | 0     | 0      |
| Sub-23 Argentina  | 2020              | —         | —         | —         | —             | —             | —             | 6           | 1           | 0           | —       | —       | —       | 6     | 1     | 0      |
| Sub-23 Argentina  | 2021              | 3         | 1         | 0         | —             | —             | —             | —           | —           | —           | 3       | 0       | 0       | 6     | 1     | 0      |
| Sub-23 Argentina  | Total             | 5         | 1         | 0         | 0             | 0             | 0             | 6           | 1           | 0           | 3       | 0       | 0       | 14    | 2     | 0      |
| Total selecciones | Total selecciones | 10        | 1         | 0         | 0             | 0             | 0             | 15          | 1           | 0           | 6       | 1       | 0       | 31    | 2     | 0      |
| 1. 2.             |                   |           |           |           |               |               |               |             |             |             |         |         |         |       |       |        |

## Palmarés

### Campeonatos internacionales
| Título                   | Club             | Sede     | Año  |
| ------------------------ | ---------------- | -------- | ---- |
| Juegos Panamericanos     | Argentina Sub-22 | Lima     | 2019 |
| Preolímpico Sudamericano | Argentina Sub-23 | Colombia | 2020 |